# Links
Links es un navegador web de código abierto en modo texto —y gráfico a partir de su versión 2 en modo terminal—.

## Primeras versiones de Links
El proyecto original era crear un navegador web similar a Lynx pero con más características.
Mikuláš Patočka, explicó que prefirió ignorar a Lynx y desarrollar un navegador aparte porque, debido a la forma en que fue desarrollado, Lynx está imposibilitado para realizar conexiones múltiples —esto impediría la capacidad de Links de descargar archivos al mismo tiempo que se navega por Internet.
A diferencia de Lynx, Links tiene soporte para tablas y frames en HTML, y permite el scroll horizontal. Además, es compatible con terminales a color y monocromos e incluye un sistema de menús desplegables.
Desde la versión 0.98 no se agregan nuevas características a este navegador. Las versiones posteriores son liberadas solo para corregir errores.

## Links 2
En el año 2000 Mikuláš Patočka se une a Karel Kulhavý, Petr Kulhavý y Martin Pergel, compañeros en la Universidad Charles en Praga, y forman Twibright Labs. Juntos continúan el desarrollo de Links, agregando soporte para formatos gráficos de imágenes, antialiasing del texto y JavaScript.
El modo gráfico funciona incluso en sistemas UNIX sin X Window o cualquier otro gestor de ventanas, usando SVGALib o el framebuffer de la unidad de procesamiento de gráficos del sistema.

## Características de ambas versiones[6]
- Marcador.
- Gestor de descargas.
- Soporte para FTP.
- Soporte para SSL.

## Características de Links
- Links funciona en Linux, BSD, UNIX en general, OS/2, Cygwin bajo Windows, AtheOS, BeOS, FreeMint.
- Links se ejecuta en modo gráfico (se requiere mouse) en X Window System (UNIX, Cygwin), SVGAlib, Linux Framebuffer, OS/2 PMShell, AtheOS GUI.
- Links se ejecuta en modo de texto (mouse opcional) en la consola UN*X, terminal virtual ssh/telnet, terminal vt100, xterm y prácticamente cualquier otra terminal de texto. El mouse es compatible con GPM, xterm y OS/2. Links admite colores en la terminal.
- Control de usuario fácil y rápido mediante menú desplegable tanto en modo texto como gráfico, en 33 idiomas.
- Compatibilidad con HTML 4.0 (sin CSS).
- Compatibilidad con HTTP 1.1.
- Tablas, marcos tanto en modo gráfico como de texto, visualización de imágenes incorporada en modo gráfico.
- Visualización de imágenes incorporada para GIF, JPEG, PNG, XBM, TIFF en modo gráfico.
- Filtro de animación antipublicidad en GIF animados.
- Marcadores.
- Descargas de archivos de fondo.
- Reconexión automática en caso de interrupción de la conexión TCP.
- Conexiones Keepalive.
- Búsqueda de DNS en segundo plano (asincrónica).
- Posibilidad de conectar programas externos para todos los tipos MIME, posibilidad de elegir uno o más programas en cada apertura.
- Corrección de gamma de imagen de alta calidad de 48 bits, remuestreo y tramado Floyd-Steinberg en todas las profundidades de color.
- Remuestreo de fuentes (antialiasing) para un rango de paso prácticamente ilimitado, optimización de LCD de fuentes e imágenes.
- Fuentes integradas en el ejecutable sin depender de ninguna fuente instalada en el sistema.
- En el modo gráfico, Links admite fuentes Unicode, donde cada punto de código representa un glifo. No se compone en idiomas como el jemer.
- En el modo de texto, hay un requisito adicional: Links admite fuentes donde cada glifo tiene exactamente el ancho de una celda de carácter.
- Los enlaces solo admiten dirección de texto de izquierda a derecha.
- Menú ajustable por el usuario, tamaño de fuente HTML y factor de zoom de imagen.
- Gamma de pantalla ajustable por el usuario (rojo, verde, azul), corrección de gamma según las condiciones de visualización y calibración precisa tanto del monitor como de los enlaces en un patrón de calibración
- Corrección automática de la relación de aspecto para modos como 640x200, 640x400, 320x200 con corrección manual de la relación de aspecto ajustable por el usuario.
- Admite mouse de una rueda (desplazamiento vertical), mouse de dos ruedas (desplazamiento vertical y horizontal) y desplazamiento suave agarrando el plano con un mouse (no necesita rueda).
- Fácil instalación, el navegador es solo un ejecutable y ningún otro archivo.